# Villa Sipész
Le villa Sipész (en hongrois : Sipész-villa) est un édifice situé dans le 2e arrondissement de Budapest.